# Anders Ygeman

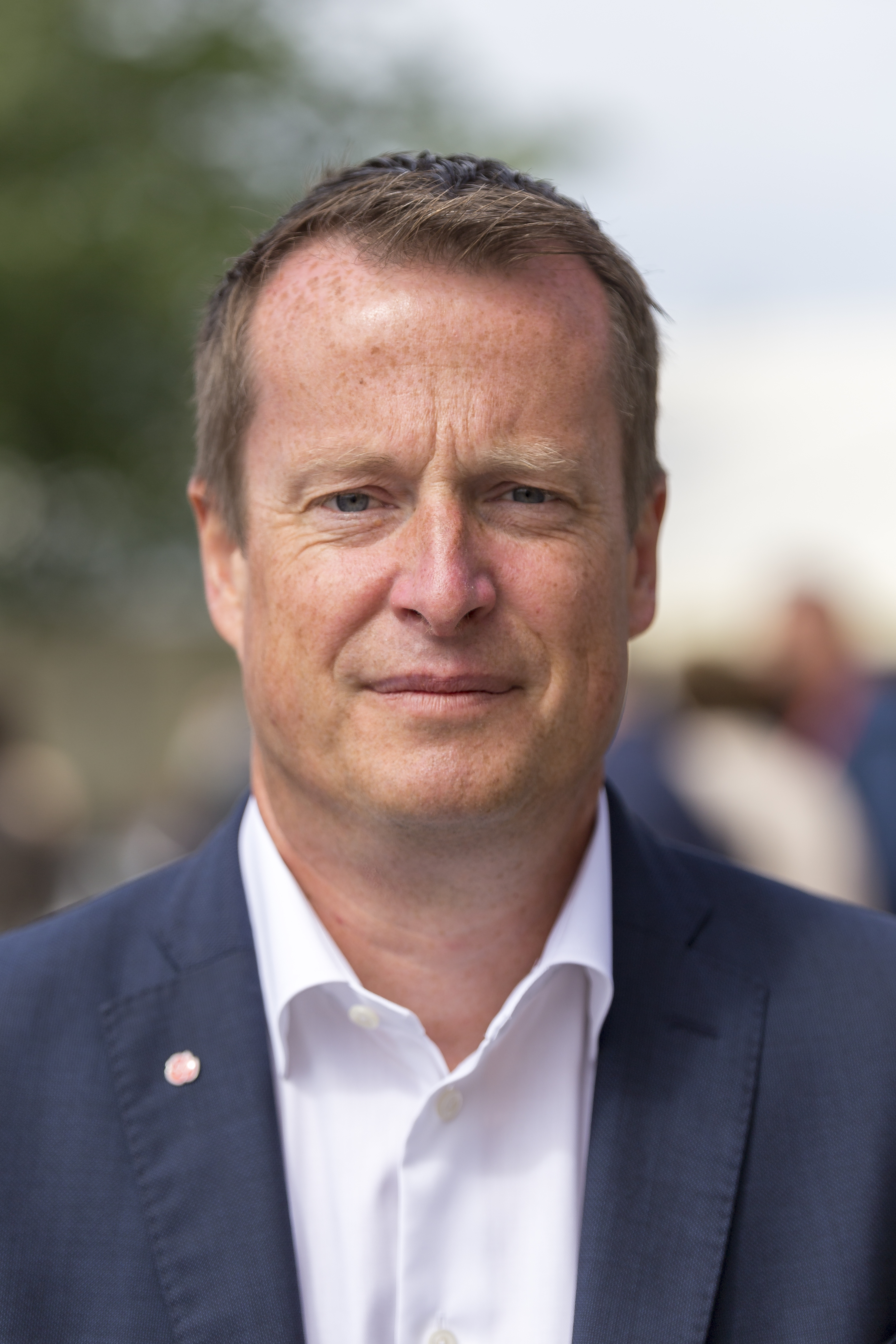
Anders Ygeman (2016)

Anders Ingvar Ygeman (* 17. Juni 1970 in Stockholm) ist ein schwedischer Politiker (SAP) und war zuletzt Minister für Integration und Migration sowie Sport in der Regierung Andersson. Zuvor war er schwedischer Innenminister und Minister für Energie und digitale Entwicklung.

## Leben
Ygeman ist der Sohn des Journalisten Ingvar Ygeman (* 1935) und seit 1995 Mitglied im Schwedischen Reichstag.
Von 2014 bis 2017 war er Innenminister in der Regierung Löfven I, die die schwedischen Sozialdemokraten gemeinsam mit den Grünen bildeten. Die Position des Innenministers wurde mit seinem Amtsantritt wiedereingeführt, nachdem sie 1998 von Göran Persson abgeschafft wurde. Als Innenminister war Ygeman dem Justizministerium zugeordnet, das von Justizminister Morgan Johansson geleitet wurde.
Ygeman führte ab 2015 die unter der früheren Justizministerin Beatrice Ask beschlossene Polizeireform durch, mit der dreiundzwanzig eigenständige Polizeibehörden zu einer zentralen Behörde (Polismyndigheten) umgewandelt wurden. Kritiker warfen Ygeman und dem Reichspolizeichef Dan Eliasson vor, dadurch zu einer Polizeikrise beigetragen zu haben, die sich unter anderem in sinkenden Aufklärungsraten manifestiere.
Nach der Wiedereinführung von Grenzkontrollen im November 2015 kündigte er im Januar 2016 an, Massenabschiebungen von Asylbewerbern vorzubereiten.
Im Juli 2017 wurde bekannt, dass Ygeman als verantwortlicher Minister für die Säkerhetspolisen bereits frühzeitig über die gesetzeswidrige Handhabung von unter anderem Führerschein- und Fahrzeugdaten innerhalb der Transportstyrelsen, einer Verkehrsbehörde, informiert war. Daraufhin forderten die bürgerlichen Parteien der Allianz für Schweden und die Schwedendemokraten Ygemans Rücktritt und kündigten ein Misstrauensvotum gegen ihn und zwei weitere Minister an. Am 28. Juli 2017 gab Ministerpräsident Löfven Ygemans Rücktritt als Innenminister bekannt. Ygeman wurde daraufhin Fraktionsvorsitzender der Sozialdemokraten im Reichstag.
Nach der Reichstagswahl 2018 wurde Ygeman Minister für Energie und digitale Entwicklung in den Regierungen Löfven II und Löfven III. Im November 2021 wechselte er zurück ins Justizministerium und übernahm die Zuständigkeit für die Themenbereiche Migration, Integration und Sport in der Regierung Andersson. Mit dem Amtsantritt der Regierung Kristersson schied Ygeman aus dem Amt.